# Хищные
Хи́щные (лат. Carnivora) — отряд плацентарных млекопитающих, состоящий из подотрядов собакообразных (Caniformia) и кошкообразных (Feliformia). Традиционное подразделение хищных на две сильно отличающиеся друг от друга по образу жизни группы — сухопутные хищные, или фиссипедии (Fissipedia) и ластоногие (Pinnipedia) — в настоящее время считается таксономически некорректным, поскольку противоречит имеющимся данным о филогении отряда. База данных Американского общества маммологов (ASM Mammal Diversity Database, v. 2.2) признаёт 16 семейств, 129 родов и 313 современных видов хищных, а также 7 видов, вымерших после 1500 года. Известно также около 300 ископаемых родов хищных.

## Этимология
Подавляющее большинство представителей отряда являются классическими плотоядными животными, охотящимися главным образом на позвоночных. Научное название Carnivora в переводе с латыни означает «плотоядные» и состоит из двух корней — caro (род. п. carnis) ‘мясо’ и vorare ‘пожирать, проглатывать’. В славянских языках хищные часто именуются зверями (серб. Звери, босн. Zvijeri, макед. Ѕверови, словен. Zveri).
Зоологи делают различия между хищными (плотоядными) животными в смысле специализации в питании и хищными как таксономической единицей (таксоном). В обиходной речи «хищными» нередко называют не только собственно хищных млекопитающих (Carnivora), но и всех других современных и ископаемых плотоядных позвоночных, таких как акулы, крокодилы, хищные птицы и многие нептичьи тероподы. Среди млекопитающих, не относящихся к отряду Carnivora, также есть такие, которые охотятся ради еды на других животных: человек, серые крысы, ежи, кроты, землеройки, хомяки, белки, оленьки, зубатые киты, некоторые обезьяны (бабуин, шимпанзе), броненосцы, опоссумы, пекари (мускусные свиньи) и прочие.

## Физиология

### Общие сведения
Хищные весьма разнообразны по внешнему облику, биологическим особенностям и повадкам. Среди представителей отряда — такие внешне непохожие друг на друга животные, как стройный сурикат и грузный морж, цепкохвостый кинкажу, снующий по ветвям деревьев, и гроза саванн — величественный лев, «царь зверей». Помимо ластоногих, к хищным относят всех крупных плотоядных наземных животных, а также многочисленные виды средней и малой величины. Телосложение хищных варьирует от тяжёлого и неуклюжего, как у медведей, до лёгкого и изящного, как у куниц. Тело покрыто густым волосяным покровом разнообразной окраски (исключение составляют взрослые моржи, у которых кожа почти голая).
Масса тела хищных варьирует от 100—150 г у ласки до 1 т у белого медведя и 3,5 т у моржа (ещё больше масса тела у самцов южного морского слона, у которых она доходит до 3,7 т).

### Череп и челюсти

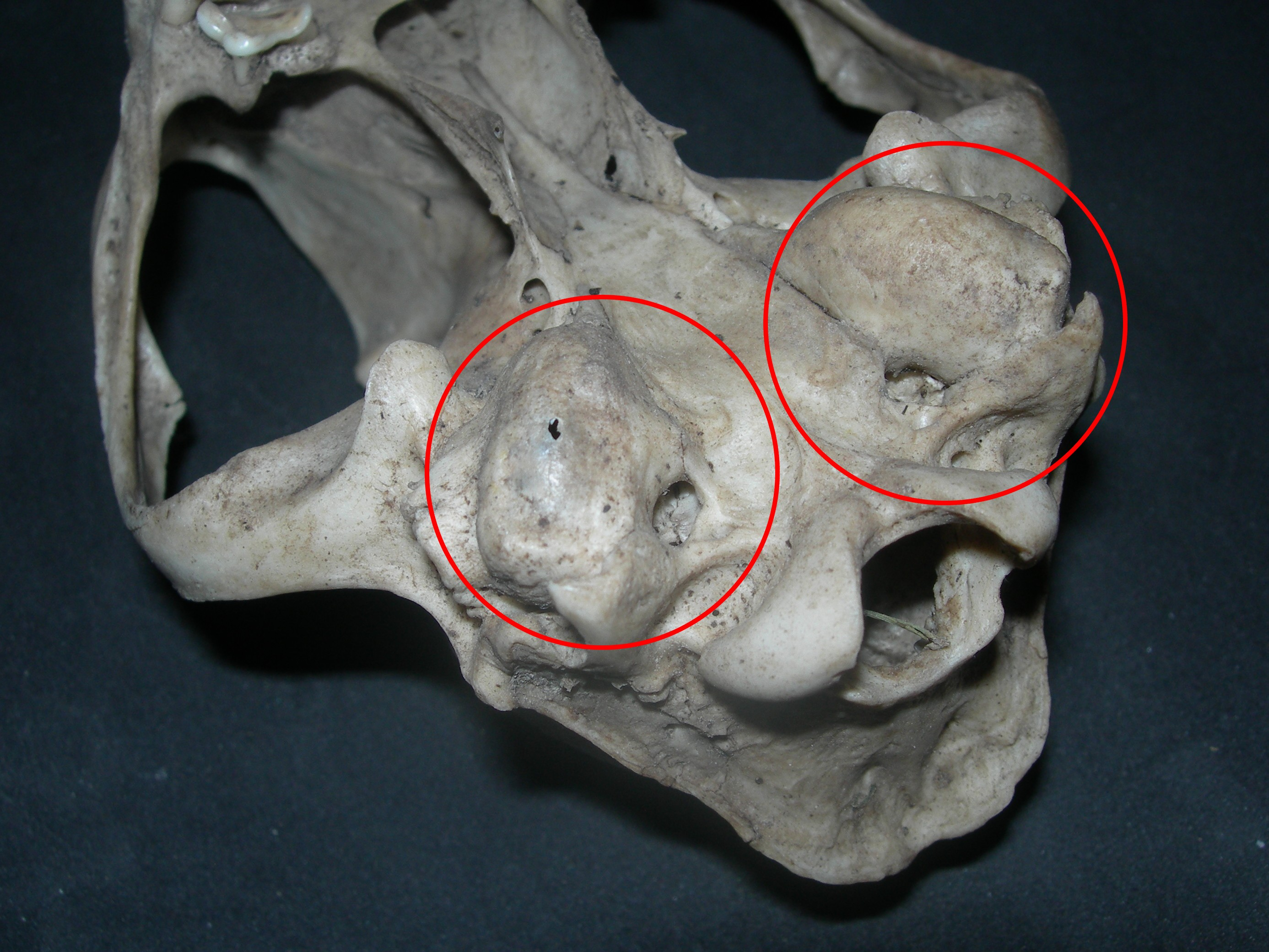
Слуховые буллы на черепе обыкновенной лисицы (Vulpes vulpes)

У подавляющего большинства современных хищных полость среднего уха прикрыта костной слуховой буллой — полой структурой, расположенной на внутренней поверхности задней части черепа. Ранние хищные (виверравиды, миациды), как и креодонты, окостеневшей слуховой буллы не имели. Формирование такой буллы происходило в двух подотрядах, образующих краун-группу отряда хищных, независимо. Современные хищные имеют в окрестности среднего уха три зоны окостенения — наружную барабанную кость (ectotympanicum) и две внутренние барабанные кости (entotympanicum): ростральную и каудальную. У собакообразных слуховую буллу формирует в основном наружная барабанная кость. У кошкообразных слуховая булла сформирована совместно наружной и каудальной внутренней барабанными костями, которые образуют перегородку, разделяющую буллу на переднюю и заднюю камеры (при этом у гиеновых такая перегородка образована преимущественно наружной барабанной костью); такое деление не характерно для собакообразных, так как у них перегородка либо неполная (у псовых), либо отсутствует вообще (у представителей других семейств). В базальных группах кошкообразных — у вымерших нимравид и современных нандиниевых — слуховая булла не окостеневает и перегородка в ней отсутствует (наличие у нандиниевых хрящевой слуховой буллы — уникальный случай среди современных хищных).
Число зубов у хищных сильно варьирует, особенно у представителей собакообразных . У псовых и медвежьих оно обычно равно 42, в других же семействах наземных собакообразных оно меньше и может снижаться до 28 (у патагонской и африканской ласок, семейство куньих). Эти вариации практически всегда касаются премоляров и моляров; число же клыков у наземных собакообразных всегда остаётся неизменным, а число резцов уменьшается лишь у двух видов: у калана отсутствуют два центральных нижних резца, а у медведя-губача — два центральных верхних.
Сильно сокращено число зубов у ластоногих: у ушастых тюленей оно составляет 34—38, у настоящих тюленей — 30—36, а у моржей оно падает до 18, причём нижних резцов у последних в норме нет вообще (впрочем, у моржей могут появляться дополнительные рудиментарные зубы, и тогда их число может доходить до 38). Щёчные зубы у всех ластоногих однотипные, различия между молярами и премолярами выражены слабо.
С другой стороны, у большеухой лисицы в норме — 46 зубов (по сравнению с обыкновенной лисицей сверху и снизу имеется по дополнительному моляру). Иногда же добавляется ещё по дополнительному моляру, и тогда число всех зубов возрастает до 50; это — максимальное значение среди хищных и других ныне живущих плацентарных (такие подсчёты не учитывают зубатых китов и броненосцев, утратившие гетеродонтность зубы которых могут встречаться и в значительно большем количестве).
У кошкообразных число зубов также варьирует, но наблюдается общая тенденция к сокращению числа заклыковых зубов. В частности, у всех представителей данного подотряда в обеих челюстях утрачен третий премоляр (сохраняющийся у многих собакообразных), так что максимальное число зубов у кошкообразных равно 40; минимальное же число составляет 28. Клыки же, используемые для захвата и умерщвления добычи, развиты сильно.

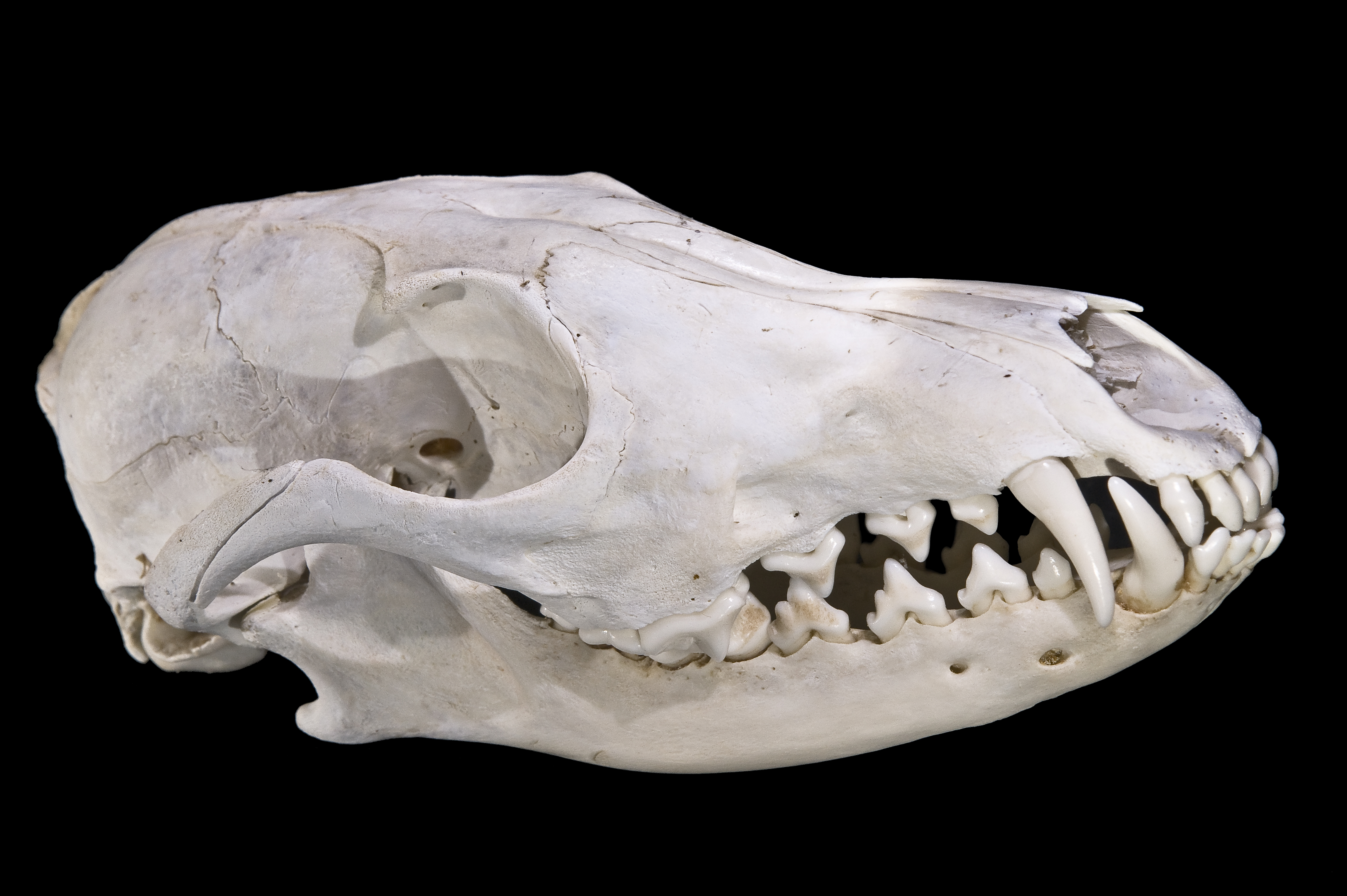
Череп обыкновенной лисицы. Хищнические зубы находятся на 20-м сантиметре от основания черепа

У всех сухопутных хищных, помимо этого, имеется общее характерное отличие челюстей: так называемые хищнические зубы, состоящие из двух моляров, приспособленных к разрезанию мяса. В каждой половине челюсти хищнические зубы образуют подобную функциональную единицу. У гиеновых эти зубы особо сильные и способны даже переламывать кости. У всеядных видов (таких, как медвежьи и енотовые) они выражены слабее. Остальные моляры хищных, в отличие от хищнических зубов, более мелкие.
Челюсти ластоногих значительно отличаются от челюстей сухопутных хищных. Они приспособлены к тому, чтобы удерживать скользкую рыбу, и несут одну или две пары резцов, относительно незаметные клыки и от 12 до 24 премоляров и моляров. Экстремальными видоизменениями являются бивни моржей, а также моляры тюленей-крабоедов.
Для черепа хищного животного характерны широко расставленные скуловые дуги и крупные височные впадины, в которых расположены височные мышцы, ответственные за раскрытие и закрытие челюстей и важные для сильного укуса. Впадины соединены с глазницами, направленными вперёд. У крупных видов обычно хорошо развиты черепные гребни, служащие местом крепления мощной жевательной мускулатуры. Нижняя челюсть так укоренена в верхней, что может двигаться в основном лишь вверх и вниз. Движения в сторону, совершающиеся, например, при жевании, у хищных возможны в крайне ограниченном объёме и присутствуют в основном у всеядных.

### Конечности
В плечевом поясе хищных ключица редуцирована и не полностью окостеневает (у псовых, кошачьих), или же вообще отсутствует (например, у ластоногих). Заметим, что ключица развита у тех млекопитающих, передние конечности которых способны совершать разнообразные сложные движения; для тех же видов, у которых передние конечности двигаются (как у хищных) преимущественно вперёд и назад (как это происходит при преследовании добычи), характерна редукция ключицы.

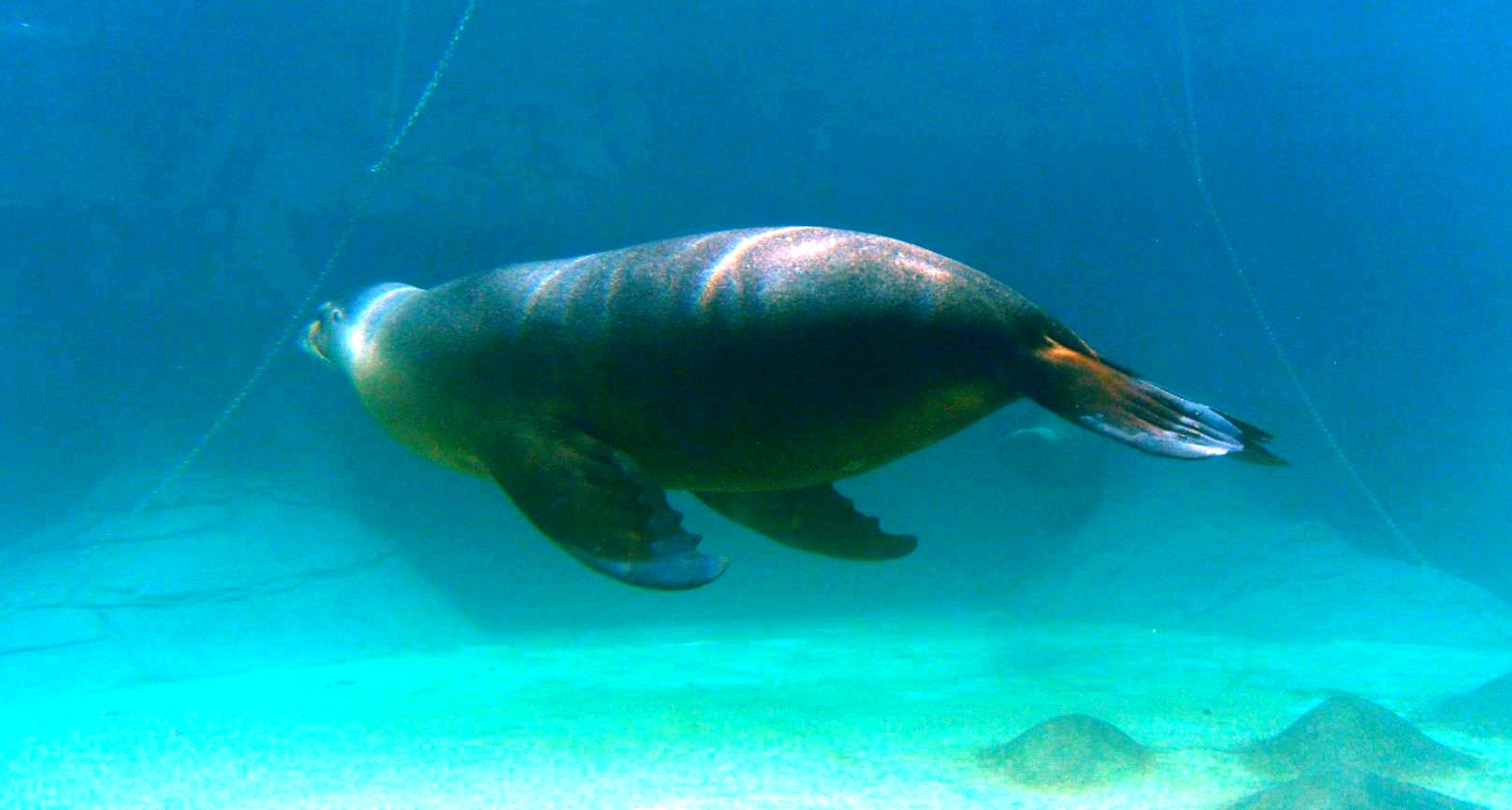
Австралийский морской лев с видоизменёнными конечностями

В запястье у хищных сращены ладьевидная, полулунная и центральная кости. Локтевая и лучевая кости всегда раздельны; обычно также раздельны большая и малая берцовые кости, и лишь у ластоногих они, как правило, срастаются проксимальными эпифизами. Пястных костей — 5, однако большой палец не противопоставлен остальным, у некоторых видов он укорочен (псовые, земляной волк), рудиментарен (большинство гиеновых) или вовсе утрачен (у гиеновидной собаки). Дистальные фаланги конечностей у большинства хищных несут крупные когти, причём у большинства кошачьих они втяжные, а у виверровых и енотовых — полувтяжные. У ушастых тюленей и моржей когти передних конечностей сильно редуцированы или отсутствуют; не развиты когти и у некоторых выдровых (родов Amblonyx и Aonyx).
Большинство хищных — пальцеходящие, представители медвежьих — стопоходящие. Конечности водных форм (ластоногие, калан) в условиях адаптации к среде обитания превращены в уплощённые ласты, в которых пальцы соединены кожистыми перепонками (у калана такое превращение претерпели лишь задние конечности). Это усложнило передвижение ластоногих по суше: ушастые тюлени и моржи медленно переступают с ноги на ногу, опираясь на обе пары ласт, а настоящие тюлени при передвижении либо цепляются когтями передних конечностей за неровности опорной поверхности, либо ползают, изгибая туловище, без участия передних конечностей.

### Органы
Из-за, как правило, невысокой специализации к принятию определённой пищи, система пищеварения, как и челюсти, по сравнению с многими растительноядными весьма архаична, но в то же время предоставляет большие адаптационные возможности. Она состоит из желудка и относительно короткого кишечника. У самок двухроговая матка, а молочные железы расположены на животе. Самцы, за исключением гиен, обладают бакулюмом, а яички расположены вне тела. Мозг относительно крупный и имеет борозды коры головного мозга.
У многих хищных имеются пахучие железы. Они выделяют пахучие секреты, с помощью которых звери метят свою территорию, отличают особей своего вида, находят особь другого пола. Скунсы, мангусты, африканская ласка используют зловонный секрет таких желёз для отпугивания врагов.

## Распространение
Хищные являются одним из наиболее широко распространённых отрядов млекопитающих. Они встречаются на всех континентах, не сумев освоить лишь центральные части ледяных щитов Гренландии и Антарктиды. Хищные обитают в самых разнообразных ландшафтах: от пояса пакового льда и тундры до тропических лесов.
Все семейства кошкообразных, за исключением самих кошачьих, которые обитают и в Новом Свете, ограничены Старым Светом. У двух семейств кошкообразных — мадагаскарских виверр и нандиниевых — весьма малые ареалы на Мадагаскаре и в Центральной Африке, соответственно. Среди собакообразных почти по всему миру распространены псовые, медвежьи и куньи (изначально они отсутствуют лишь в Австралии и Антарктиде). Медвежьи, представленные в Африке атласским медведем, относительно недавно вымерли на этом континенте. Скунсы встречаются в Юго-Восточной Азии и Америке, пандовые — в Азии, енотовые почти исключительно в Америке. Три семейства ластоногих населяют побережья и сопредельные акватории всех континентов, а также некоторые пресноводные водоёмы.

## Образ жизни

### Адаптивные типы хищных
Из числа выделяемых у млекопитающих пяти адаптивных типов — основных экологических групп, соответствующих приспособленности к жизни в определённой среде (наземные, подземные, водные, древесные и летающие формы), в отряде хищных не представлен только последний тип.

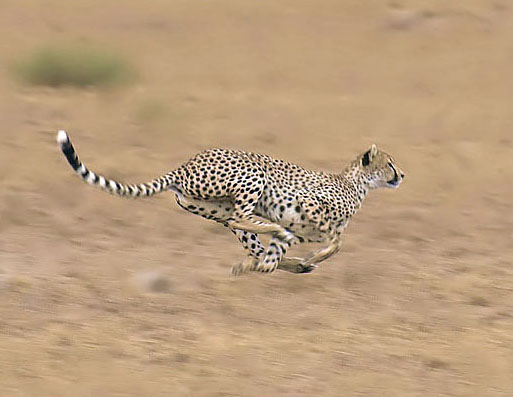
Бег гепарда

В пределах адаптивного типа наземных зверей принято выделять две основные ветви: лесных зверей и зверей открытых местообитаний. Для многих хищных местообитанием служит лес, в котором они находят и пищу, и укрытие от врагов и непогоды. Некоторые из живущих в лесу хищных ведут строго наземный образ жизни (росомаха, хорьки), другие же — так называемые полудревесные формы — способны и к лазанью по деревьям, где они могут добывать корм и отдыхать (соболь, рыси, некоторые медведи). Другие виды хищных обитают на открытых пространствах (лугах, степях, саваннах, пустынях); часть из них приспособилась к быстрому бегу на четырёх конечностях: лев, гепард, койот. Некоторые хищные не имеют узкой специализации к окружающей среде; так, волк и обыкновенная лисица обитают в лесу, степи, пустыне, горах и даже тундре.
Что касается подземных зверей, то среди хищных примером их может служить барсук. Строго говоря, это — полуподземный зверь (группа, занимающая по организации и образу жизни промежуточное положение между наземными и подземными формами): такие звери роют более или менее сложные норы, но добывают свой корм на поверхности земли.
Ряд хищных относятся к полуводным формам — животным, у которых жизнь проходит частично на суше, частично в воде. Это — европейская и американская норки и белый медведь, которые прекрасно плавают и ныряют, но сохраняют общий наземный облик. Представители следующей (по степени адаптации к жизни в воде) группы полуводных зверей имеют между пальцами конечностей более или менее развитую плавательную перепонку; такова выдра, которая устраивает свои норы только по берегам водоёмов, причём их вход располагается под водой. Для выдры характерно укорочение ушных раковин и наличие густого меха, противостоящего намоканию.

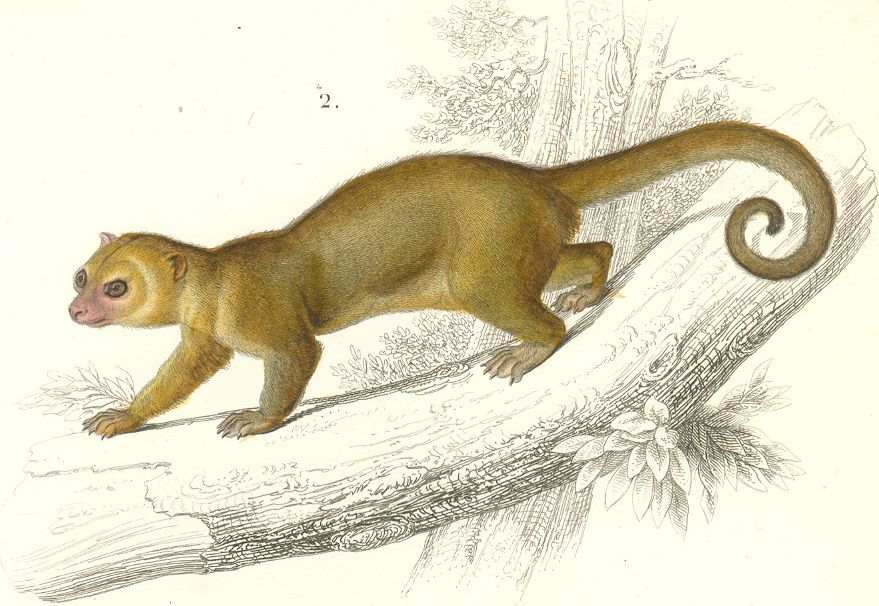
Кинкажу (рисунок)

Ещё более высокая степень приспособления к жизни в водной среде отличает калана и ластоногих. Это — уже почти полностью водные звери: пищу они добывают только в воде, однако спариваются и размножаются (а иногда и отдыхают) вне водной среды. Толстая кожистая перепонка между пальцами у них развита настолько, что их конечности (у калана — только задние) превращаются в ласты; слой подкожного жира обеспечивает термоизоляцию, а ушная раковина либо редуцирована, либо полностью отсутствует.
Наконец, среди хищных имеются и древесные звери, к которым относят млекопитающих, проводящих бо́льшую часть своей жизни в кронах деревьев, где они добывают пищу, спасаются от врагов, устраивают гнёзда для размножения и отдыха. Среди хищных таковы некоторые медведи (южноазиатские), лесная куница, леопард; для лазанья по деревьям они используют длинные искривлённые когти. У кинкажу (а также у бинтуронга) длинный хвост служит хватательным органом для фиксации положения тела на ветке.

### Социальное поведение
Спектр различного социального поведения велик не только среди хищных в целом, но и значительно варьирует внутри отдельных семейств. Формы социального поведения часто зависят от форм охоты и питания вида. Некоторые виды живут в охотничьих стаях (например, волки или львы), другие в колониях (морские львы, сурикаты, ласки), у третьих одиночный образ жизни (леопарды, медведи).

### Питание

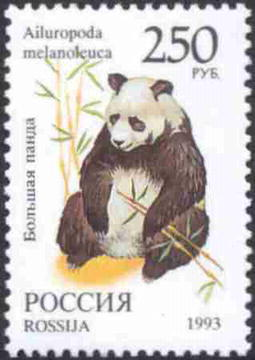
Большая панда на почтовой марке России

Большинство хищных — плотоядные животные, питающиеся разнообразными позвоночными, и свою потребность в мясе они покрывают за счёт охоты или питания падалью. У многих мелких хищных (а иногда и у более крупных — например, у медведя-губача) значительную часть рациона составляют беспозвоночные. Земляной волк и большеухая лисица питаются почти исключительно насекомыми. Ластоногие и калан добывают свою пищу в воде (в основном это — рыба, моллюски, ракообразные, иглокожие).
Для пищевого рациона различных видов плотоядных хищных характерна определённая специфика. Так, основу питания волка составляют копытные, а также сурки, зайцы, барсуки; обыкновенной лисицы — мелкие грызуны, реже — птицы и рыба; песца — лемминги и птицы.
Если кошачьи питаются почти исключительно мясом, то немалую часть хищных составляют всеядные виды, то есть их рацион дополняют другие виды пищи — такие, как ягоды, плоды или травы. Медвежьи являются оппортунистическими всеядными, а ряд видов (такие, как малая и большая панды, очковый медведь, кинкажу, олинго, пальмовая циветта) и вовсе специализируются на растительном питании, которое в их рационе резко преобладает. Некоторые представители отряда (например, волк, шакал, полосатая гиена) поедают арбузы и дыни на бахчах. Средневековый арабский путешественник Ибн Баттута в своих мемуарах описывает случай нападения стаи гиен на стоянку каравана во время перехода через пустыню Сахара — одна из гиен при этом утащила мешок с финиками и большую часть съела.

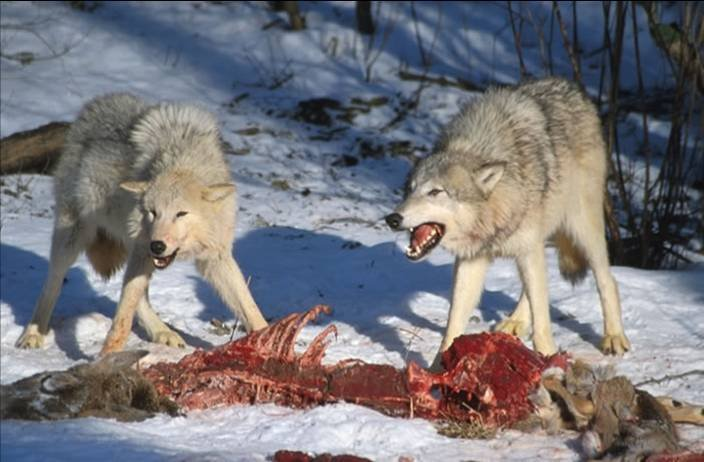
Волки над останками убитого оленя

Способы убийства добычи бывают весьма разнообразными. Представители семейства псовых гонят свою жертву до истощения, в то время как кошачьи, как правило, тихо подкрадываются к добыче и ошеломляют её быстрым нападением. Лесная куница способна следовать за быстро передвигающимися в кронах деревьев белками, хорьки пробираются в норы грызунов, а тюлени охотятся за рыбой. Крупные представители тюленевых могут при этом нырять на весьма значительные глубины (северный морской слон — на глубину до 1250 м).
Некоторые хищные способны убивать добычу, которая значительно крупнее их самих. К примеру, тигры нападают на гауров — крупных быков Юго-Восточной Азии, а горностай может убить кролика, весящего в несколько раз больше его самого. Волки также могут в одиночку иногда убить некрупного оленя. Некоторые виды охотятся сообща, в то время как другие идут на охоту в одиночку.
Известны случаи совместной охоты койота и американских барсуков на юинтских сусликов, в ходе которой барсуки разрывают вход в сусличью нору и выгоняют её обитателя прямо на койота. Исследования показали, что подобное партнёрство этих хищников, предполагающее у них взаимную толерантность и гибкость поведения, существенно повышает уязвимость добычи, экономит затраты времени и энергии.
В борьбе за пищевые ресурсы хищные нередко вступают в межвидовую конкуренцию, которая иногда переходит в отношения хищника и жертвы. Так, лесной хорёк — одновременно и конкурент горностая, и его враг. Соболь же изгоняет из занимаемых им участков и горностая, и колонка, причём иногда охотится на них и, поймав, съедает, а сам часто становится жертвой харзы. Солонгой, в свою очередь, вступает в острые конкурентные отношения с горностаем, колонком и соболем, причём всюду им уступает. Действуя сообща, красные волки регулярно отбирают добычу у леопардов, реже — у тигров; кланы пятнистой гиены также нередко отбивают добычу у гепарда или леопарда.

### Размножение
Сроки наступления половозрелости у хищных сильно варьируют. Приведём сроки полового созревания для некоторых видов (в скобках дана примерная продолжительность жизни в природе, лет): горностай — 3 мес. (4—7), енотовидная собака — 1 год (до 10), обыкновенная лисица — 1 год (до 11—12), лесная куница — 2—3 года (до 15—17), волк — 2—3 года (до 15—20), рысь — 3 года (до 20), северный морской котик — 2—3 года у самок и 4 года у самцов (до 15), бурый медведь — 4 года (30—50).

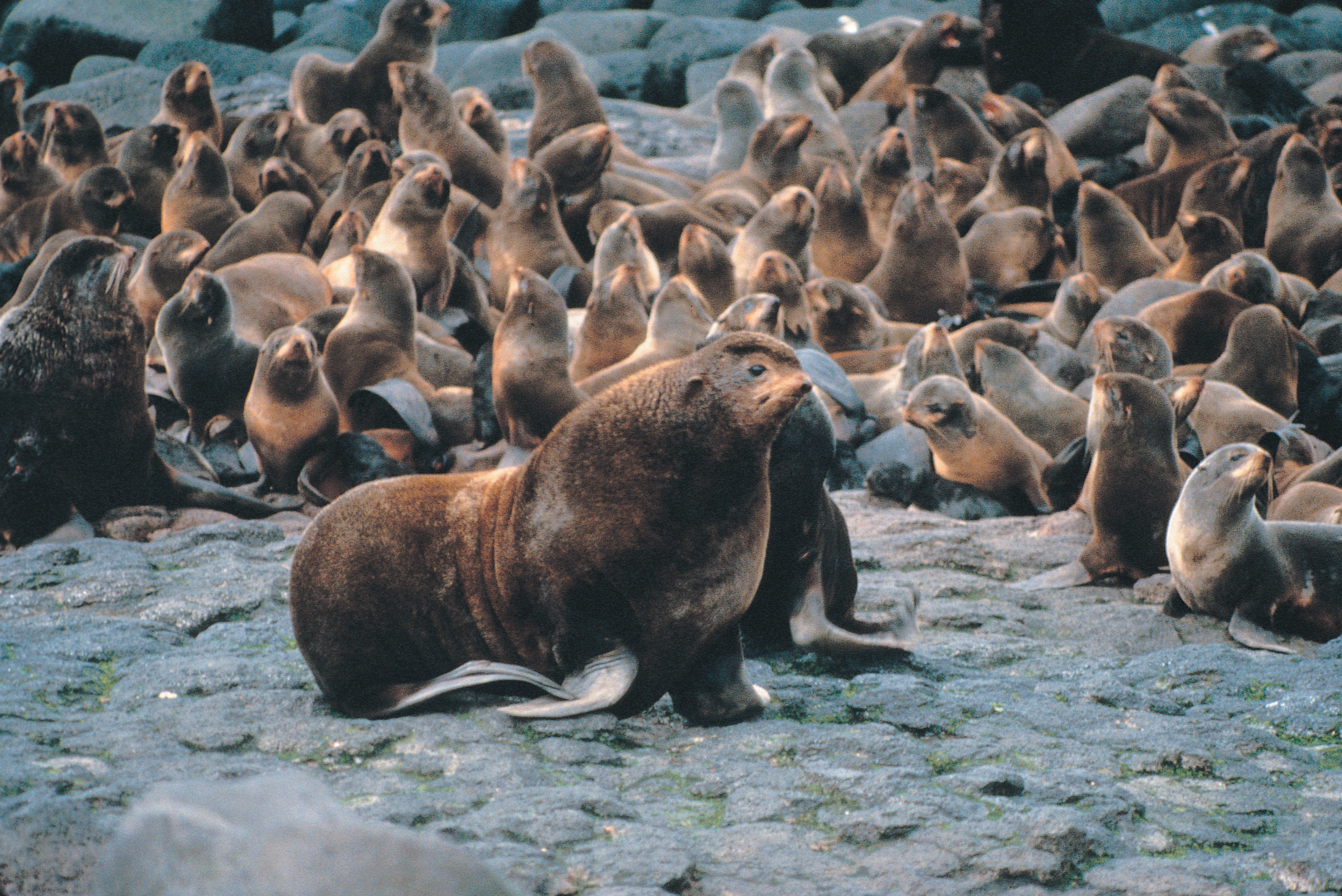
Самец северного морского котика и его гарем

При поиске особи противоположного пола хищные чаще всего отыскивают друг друга по запаху, причём в брачный период усиливается деятельность пахучих желёз. Используются и звуковые сигналы (лисицы, кошачьи); голос подают и самцы, и самки.
У некоторых хищных (например, у настоящих тюленей) самцы после спаривания не удерживают самок возле себя. Для ряда видов характерна полигамия в форме полигинии: у ушастых тюленей на время размножения образуются гаремы с единственным взрослым самцом во главе, а у львов возникают прайды — сложные семьи из нескольких самцов и самок с системой рангов и разделением обязанностей. Имеются среди хищных и моногамные виды, причём пары обычно сохраняются на протяжении одного сезона размножения (шакалы, лисицы, песцы), а у волков сильный самец может удерживать возле себя самку несколько лет. Самки пятнистой гиены живут кланами — семейными группами с жёсткой социальной структурой, а самцы держатся одиночно, вне клана.
Заметно различаются хищные и по продолжительности беременности: так, у самки степного хоря она в среднем длится 36 дней, у тигрицы — 104 дня, у самки моржа — около 300 дней, а у самки гренландского тюленя — около 350 дней. У некоторых куньих (лесная куница, горностай, соболь) и морских котиков беременность включает достаточно длительную латентную фазу (эмбриональная диапауза), когда развитие эмбриона на время задерживается. Этот механизм продлевает общую продолжительность беременности, обеспечивая рождение детёныша в наиболее благоприятное время года.
Большинство хищных рождают детёнышей один раз в год. Самки бурого медведя, моржа и тигра делают это раз в 2—3 года. Величина помёта также различается: если у моржей и гренландских тюленей рождается по одному детёнышу, то в помёте у рыси, тигра, бурого медведя обычно по 2—3 детёныша, соболя и выдры — от 2 до 4, волка — от 3 до 8, степного хоря — от 8 до 11. Потомство появляется на свет крайне малым, слепым и неспособным к самостоятельному выживанию (однако у ластоногих детёныши рождаются полностью сформировавшимися).

## Систематика

### Внешняя систематика
На основе молекулярно-генетических исследований хищные в настоящее время относятся учёными к группе лавразиатериев — млекопитающих, имеющих общее происхождение с древнего континента Лавразия. В составе этого надотряда хищные вместе с панголинами и вымершими креодонтами выделяются в отдельную группу под названием Ferae, сестринской группой которой являются копытные (Euungulata). Ниже представлена одна из наиболее вероятных кладограмм современных отрядов лавразиатериев:
|  | Хищные (Carnivora)    |
|  |                       |
|  | Панголины (Pholidota) |
|  |                       |

|  | Непарнокопытные (Perissodactyla)    |
|  |                                     |
|  | Китопарнокопытные (Cetartiodactyla) |
|  |                                     |

|  | Хищные (Carnivora)    |
|  |                       |
|  | Панголины (Pholidota) |
|  |                       |

|  | Непарнокопытные (Perissodactyla)    |
|  |                                     |
|  | Китопарнокопытные (Cetartiodactyla) |
|  |                                     |

|  | Хищные (Carnivora)    |
|  |                       |
|  | Панголины (Pholidota) |
|  |                       |

|  | Непарнокопытные (Perissodactyla)    |
|  |                                     |
|  | Китопарнокопытные (Cetartiodactyla) |
|  |                                     |

|  | Хищные (Carnivora)    |
|  |                       |
|  | Панголины (Pholidota) |
|  |                       |

|  | Непарнокопытные (Perissodactyla)    |
|  |                                     |
|  | Китопарнокопытные (Cetartiodactyla) |
|  |                                     |

|  | Хищные (Carnivora)    |
|  |                       |
|  | Панголины (Pholidota) |
|  |                       |

|  | Непарнокопытные (Perissodactyla)    |
|  |                                     |
|  | Китопарнокопытные (Cetartiodactyla) |
|  |                                     |

|  | Хищные (Carnivora)    |
|  |                       |
|  | Панголины (Pholidota) |
|  |                       |

|  | Непарнокопытные (Perissodactyla)    |
|  |                                     |
|  | Китопарнокопытные (Cetartiodactyla) |
|  |                                     |

|  | Хищные (Carnivora)    |
|  |                       |
|  | Панголины (Pholidota) |
|  |                       |

|  | Непарнокопытные (Perissodactyla)    |
|  |                                     |
|  | Китопарнокопытные (Cetartiodactyla) |
|  |                                     |

|  | Хищные (Carnivora)    |
|  |                       |
|  | Панголины (Pholidota) |
|  |                       |

|  | Непарнокопытные (Perissodactyla)    |
|  |                                     |
|  | Китопарнокопытные (Cetartiodactyla) |
|  |                                     |

В то время как о правомерности выделения таксона Ferae споров почти нет, остальная систематика внутри надотряда лавразиатериев остаётся предметом научных дискуссий. Особые трудности возникают при установлении точного положения на кладограмме вымерших отрядов; помимо Creodonta, в состав Ferae иногда включают отряды мезонихий (Mesonychia), тиллодонтов (Tillodontia), пантодонтов (Pantodonta), семейства арктоционид (Arctocyonidae), Palaeoryctidae, Pantolestidae и некоторые другие группы.

### Внутренняя систематика
Уже в XIX веке биологи приступили к выявлению родственных связей между отдельными семействами хищных, что выразилось в подразделении отряда на отдельные подчинённые таксоны. В 1869 году У. Флауэр подразделил наземных хищных (водные тогда рассматривались отдельно — в отряде Pinnipedia) на надсемейства Cynoidea, Arctoidea и Aeluroidea. В 1895 году Х. Винге объединил Cynoidea и Arctoidea в таксон Arctoidei, а Aeluroidea переименовал в Herpestoidei; это стало прообразом позднейшего подразделения краун-группы отряда Carnivora на собакообразных и кошкообразных. Названия двух этих группировок, впрочем, стабильностью не отличались.
Между тем палеонтолог Э. Коп объединил ряд открытых к тому времени родов вымерших плотоядных млекопитающих в таксон (тогда — подотряд) Creodonta; его он включил в отряд Insectivora, но Дж. Уортман перенёс в 1901 году этот подотряд в Carnivora. В его системе данный отряд подразделялся на три подотряда: Creodonta, Pinnipedia и Carnassidentia (так он именовал фиссипедий), причём именно в последний подотряд Уортман включил вымершее семейство Miacidae, прежде относимое к креодонтам.
Дж. Г. Симпсон в 1931 году переименовал два надсемейства наземных хищных в Canoidea и Feloidea и добавил к ним надсемейство Miacoidea с единственным семейством Miacidae (другое известное к тому времени семейство ранних хищных — Viverravidae — Симпсон самостоятельным семейством не считал, относя входящие в него роды к Miacidae). Тем самым подотряд фиссипедий (для которого Симпсон отстаивал написание Fissipeda) приобрёл трёхчленную структуру. В рамках предложенной Симпсоном в 1945 году классификации млекопитающих отряд Carnivora был представлен в таком виде: 1) подотряд Creodonta; 2) подотряд Fissipedia, включавший надсемейства Miacoidea, Canoidea с семействами Canidae, Ursidae, Procyonidae, Mustelidae (по-русски: волчьи, медвежьи, енотовые, куньи) и Feloidea с семействами Felidae, Viverridae, Hyaenidae (по-русски: кошачьи, виверровые, гиеновые); 3) подотряд Pinnipedia (ластоногие) с современными семействами Otariidae, Odobenidae, Phocidae (по-русски: ушастые тюлени, моржовые, тюленевые). Креодонтов вскоре выделили в отдельный отряд (ластоногих, впрочем, также часто рассматривали как самостоятельный отряд), а вот перечень из 10 современных семейств хищных оставался до конца XX века практически общепринятым, хотя на протяжении всего века неоднократно поднимался вопрос о выделении мангустовых из состава Viverridae в отдельное семейство.
В 1976 году Р. Тедфорд отбросил деление Carnivora на Fissipedia и Pinnipedia и поднял ранг Canoidea и Feloidea до ранга подотряда, переименовав их соответственно в Caniformia и Feliformia (по-русски: собакообразные и кошкообразные), причём все семейства ластоногих он отнёс к Caniformia, упразднив Pinnipedia как отдельную таксономическую группу (он сближал настоящих тюленей с куньими, а ушастых тюленей и моржовых — с медвежьими). При выборе названий подотрядов Тедфорд следовал М. Крецою, предложившему в 1945 году их как названия двух отрядов (которые должны были заменить единый отряд Carnivora). Деление хищных на Caniformia и Feliformia было поддержано в 1982 году Дж. Флинном и Г. Гальяно, после чего получило признание. При этом Флинн и Гальяно рассматривали миацид как ранних Caniformia, а виверравид — как ранних Feliformia; последующие исследования этого не подтвердили, и современные филогенетические связи между ранними хищными могут быть представлены следующей кладограммой:
|  | † Miacidae (миациды)                                                                       |
|  |                                                                                            |
|  | \| \| Caniformia (собакообразные) \| \| \| \| \| \| Feliformia (кошкообразные) \| \| \| \| |
|  |                                                                                            |
|  | Caniformia (собакообразные)                                                                |
|  |                                                                                            |
|  | Feliformia (кошкообразные)                                                                 |
|  |                                                                                            |

|  | Caniformia (собакообразные) |
|  |                             |
|  | Feliformia (кошкообразные)  |
|  |                             |

|  | † Miacidae (миациды)                                                                       |
|  |                                                                                            |
|  | \| \| Caniformia (собакообразные) \| \| \| \| \| \| Feliformia (кошкообразные) \| \| \| \| |
|  |                                                                                            |
|  | Caniformia (собакообразные)                                                                |
|  |                                                                                            |
|  | Feliformia (кошкообразные)                                                                 |
|  |                                                                                            |

|  | Caniformia (собакообразные) |
|  |                             |
|  | Feliformia (кошкообразные)  |
|  |                             |

Кладограмма носит несколько условный характер, поскольку миациды (при традиционной трактовке их объёма) оказываются парафилетической группой, и в действительности должны быть представлены несколькими ветвями: ранее всего отделяется клада, включающая большинство родов семейства (Uintacyon, Zodiocyon, Xinyuictis, Gracilocyon, Oodectes, Dormaalocyon, Vassacyon, Vulpavus, Miacis, Dawsonicyon), а затем — ветви с отдельными родами Procynodictis, Tapocyon и Quercygale (по другим данным, последние два рода относятся уже к базальным Feliformia). Заметим попутно, что некоторые современные исследователи ограничивают объём отряда Carnivora лишь его краун-группой, а виверравид и миацид включают в более широкий таксон Carnivoramorpha.
Развернувшиеся на рубеже XX — XXI веков молекулярно-филогенетические исследования существенно изменили представления о внутренней систематике отряда Carnivora. Было показано, что семейства куньих, енотовых и виверровых в их традиционном объёме являются парафилетическими. Поэтому из состава Mustelidae было выделено семейство Mephitidae, из состава Procyonidae — Ailuridae, а из состава Viverridae — семейства Nandiniidae (с единственным видом Nandinia binotata — базальная группа кошкообразных), Prionodontidae (с единственным родом Prionodon, оказавшееся сестринской группой для Felidae), Herpestidae и Eupleridae. Была также подтверждена монофилия группы Pinnipedia, которая, однако, теперь трактуется как подразделение собакообразных достаточно низкого ранга.
Перечень современных семейств, составляющих подотряд собакообразные (Caniformia), принял вид:
- Псовые (Canidae) — собаки, волки, лисицы и др.
- Медвежьи (Ursidae) — медведи и большая панда
- Ушастые тюлени (Otariidae) — морские котики и морские львы
- Моржовые (Odobenidae) — морж
- Настоящие тюлени (Phocidae) — тюлени
- Скунсовые (Mephitidae) — скунсы
- Пандовые (Ailuridae) — малая панда
- Енотовые (Procyonidae) — еноты, олинго, кинкажу и др.
- Куньи (Mustelidae) — ласки, хорьки, барсуки, выдры и др.

В состав подотряда кошкообразные (Feliformia) входят такие современные семейства:
- Нандиниевые (Nandiniidae) — пальмовая циветта
- Prionodontidae — азиатские линзанги
- Кошачьи (Felidae) — все кошки: малые и большие
- Виверровые (Viverridae) — циветты, генетты и др.
- Гиеновые (Hyaenidae) — гиены и земляной волк
- Мангустовые (Herpestidae) — мангусты, сурикаты и др.
- Мадагаскарские виверры (Eupleridae) — эндемики Мадагаскара: мунго, фаналука, фосса

Кроме этого, к собакообразным относятся вымершие семейства Amphicyonidae, Enaliarctidae и Desmatophocidae; к кошкообразным — Stenoplesictidae, Nimravidae, Barbourofelidae и Percrocutidae.

## Эволюционная история

### Ранняя история хищных
В начале палеоцена среди млекопитающих не было крупных хищников; эту экологическую нишу к концу палеоцена заняли мезонихии — копытные хищники, родственные современным копытным и китообразным. Именно они играли в раннем кайнозое роль крупных наземных хищников, уступив её к концу эоцена появившимся тогда крупным креодонтам (хищные же оставались относительно мелкими до олигоцена, и лишь тогда заняли ведущее положение среди наземных хищников). Самым крупным среди мезонихий был эоценовый эндрюсарх, у которого длина черепа составляла 83 см (у современного бурого медведя — не более 55 см), а ширина черепа на уровне скуловых дуг — 56 см (предполагают, что общая длина тела эндрюсарха равнялась 3,8 м), так что эндрюсарх был самым крупным сухопутным хищным млекопитающим всех времён.
Наиболее ранние известные представители отряда Carnivora относятся к семейству Viverravidae; ископаемые остатки первых виверравид датируются началом позднего палеоцена. Речь идёт прежде всего о родах Protictis (обитали на деревьях, питаясь насекомыми) и Didymictis (мелкие быстро бегавшие наземные хищники). В начале эоцена к ним добавились представители семейства Miacidae; к концу эоцена миациды преобладали над виверравидами. Среди наиболее ранних представителей миацид заслуживает упоминания Dormaalocyon latouri, известный из эоценовых отложений (55 млн лет назад) бельгийского местечка Дормааль близ города Синт-Трёйден.
Ископаемые остатки хищных, датируемые палеоценом-олигоценом, встречаются на территории Северной Америки и Евразии; это служит подтверждением концепции о лавразийском происхождении отряда. Лишь в миоцене хищные проникают в Африку и Южную Америку.
Дальнейшая эволюция хищных привела к разделению эволюционных линий собакообразных и кошкообразных. Как показывают результаты молекулярно-генетических исследований, это событие произошло около 43 млн лет назад (лютетский век эоцена).

### Развитие собакообразных

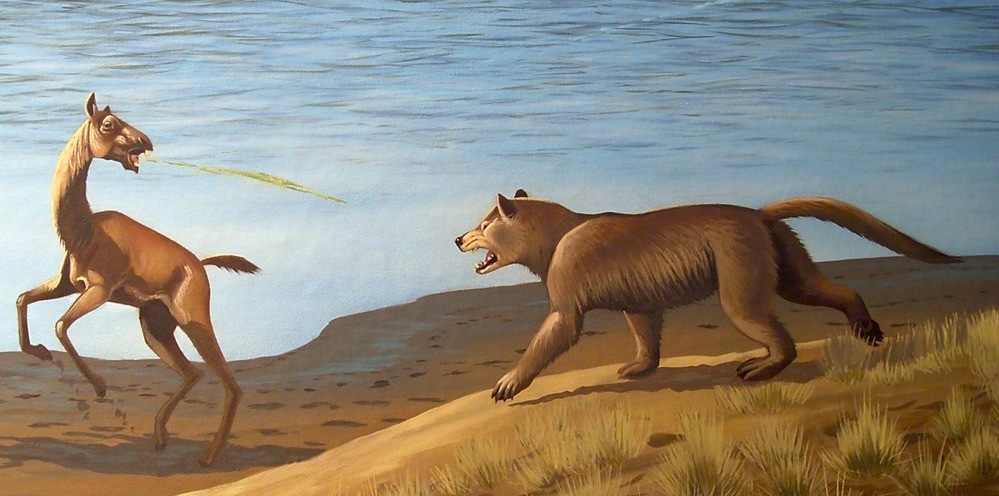
Амфицион, атакующий миолабиса

Раннее ответвление амфиционид от основного эволюционного ствола собакообразных подтверждается данными палеонтологии. Наиболее ранние ископаемые остатки относимого к амфиционидам вида Daphoenus lambei (древностью около 42 млн лет — конец лютетского века) были найдены на территории Саскачевана и Вайоминга. Немногим моложе остатки Angelarctocyon australis (38 млн лет, Техас) и Gustafsonia cognita (37 млн лет, там же). Родиной семейства считается Северная Америка, откуда амфициониды довольно быстро проникли в Евразию. Вымерли они относительно недавно — в начале плейстоцена: наиболее поздние остатки вида Amphicyon lydekkeri древностью 1,8 млн лет найдены на территории современного северного Пакистана. 
Достаточно быстро ответвились и собачьи; это произошло примерно 40 млн лет назад. Ранняя их эволюция проходила также в Северной Америке, а в Евразию они проникли лишь в позднем миоцене. Позднейшая радиация хищных привела к выделению медвежьих, а оставшиеся хищные разделились на две клады: Pinnipedia (ластоногие) и Musteloidea (куницеобразные).

### Развитие кошкообразных

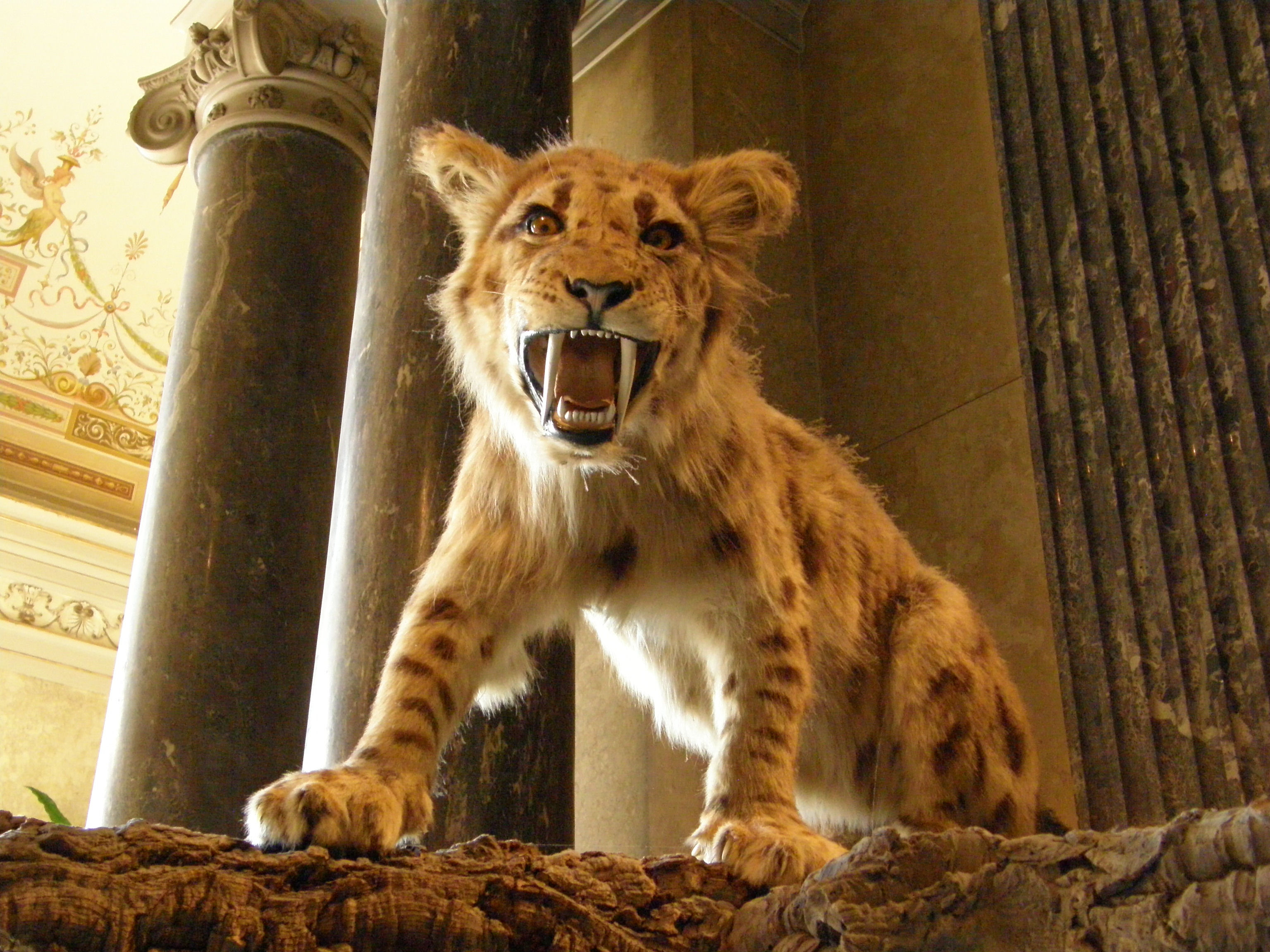
Реконструкция мегантереона (Megantereon cultridens, подсемейство Machairodontinae)

Одним из наиболее древних семейств кошкообразных являются нимравиды, очень походившие на кошачьих (Felidae), однако выделяемые в отдельное семейство базальных кошкообразных. Они появились в позднем эоцене в Северной Америке и в Евразии. Ещё одно семейство под названием барбурофелиды ранее считалось подсемейством нимравид, но сегодня ставится с ними на одну систематическую ступень и рассматривается как сестринская группа для Felidae. Барбурофелиды вымерли лишь в позднем миоцене, когда в Северной Америке вымер их последний род Barbourofelis.
Первым представителям кошачьих долгое время считался Proailurus (сейчас его обычно относят к семейству Stenoplesictidae), появившийся в олигоцене и миоцене в Европе. Его размер соответствовал размеру оцелота.
Несомненными кошачьими считают представителей более поздних миоценовых родов (живших в интервале от 20 до 10 млн лет назад): Hyperailurictis (он стал первым представителем кошачьих в Северной Америке, где кошачьи довольно быстро вытеснили живших там нимравид) и евразийских Pseudaelurus (образует сестринскую группу для вымершего подсемейства саблезубых кошек Machairodontinae) и Styriofelis (образует, в свою очередь, сестринскую группу для всех современных кошек: больших и малых). В плиоцене кошачьи появились и в Южной Америке. Ареал других семейств кошкообразных, за исключением одного североамериканского рода гиен, всегда ограничивался Старым Светом.
В котловине Занда на Тибетском нагорье были найдены фоссилии (ископаемые остатки) вида Panthera blytheae, жившего 6 млн лет назад. Проведённый анализ фоссилий показал, что в это время уже существовало по крайней мере три отдельные линии кошачьих, а появление больших кошек произошло 16,4 млн лет назад.

## Хищные и человек

### Охота и звероводство

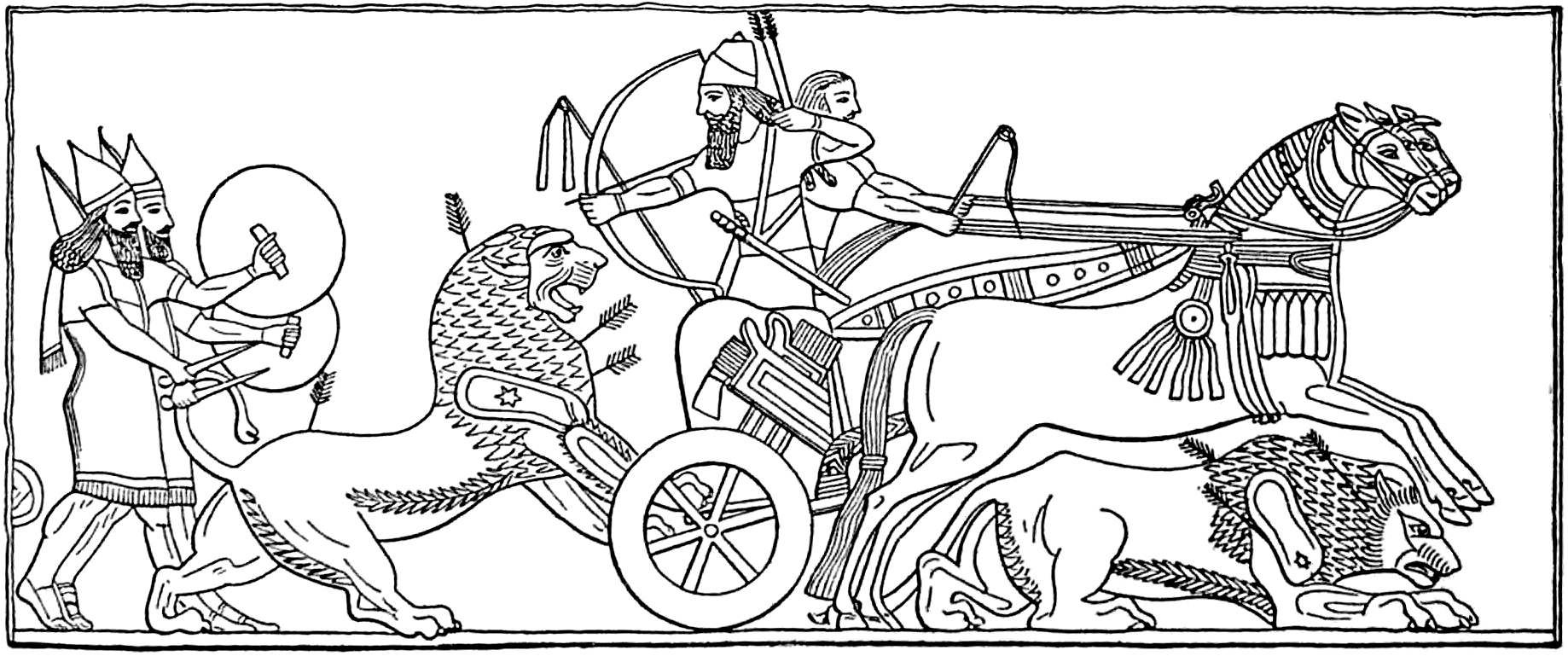
Охота на львов (ассирийский барельеф)

Ещё на заре развития человечества одной из форм хозяйственной деятельности человека стала охота. Как показывает анализ костей животных, найденных на стоянках людей эпохи нижнего палеолита, уже тогда к числу основных объектов охоты относились и хищные: пещерные медведи, пещерные львы и др. Со времён неолитической революции охота на диких млекопитающих в большинстве регионов Земли перестаёт быть основой хозяйства, но сохраняет определённую значимость до сих пор. В настоящее время хищные представляют (наряду с грызунами и парнокопытными) наибольшее количество видов млекопитающих, служащих объектами промысловой и спортивной охоты; в частности, в России развит пушной промысел, причём особо важное промысловое значение имеют соболь и песец.
Нужно упомянуть также морской зверобойный промысел. Охота на морского зверя — калана, моржа, ушастых и настоящих тюленей — издавна служила основой традиционного хозяйства береговых чукчей, коряков, инуитов, инупиатов, юпикских народов, алеутов, а также индейцев северо-западного побережья Северной Америки. Ныне размеры добычи морского зверя ограничены международными соглашениями.
Пушное звероводство — относительно новая отрасль хозяйства (возникло в конце XIX века и со временем получило значительное развитие), предполагающая разведение пушных зверей (из хищных это — соболь, песец, норка, лисица и др.) на зверофермах, где животные размещаются в сетчатых клетках. Первые опыты такого разведения были осуществлены в 1895 году в Канаде с серебристо-чёрными лисицами, очень редкими в природе. В России доля пушнины, полученной на зверофермах, уже во 2-й половине XX века значительно превысила долю пушнины, добытой путём охоты.

### Одомашнивание хищных
Хищные не слишком хорошо подвержены одомашниванию (даже при попытках простого приручения сохраняют агрессивность), и из всех видов домашних животных к этому отряду относятся три: собака, кошка и фретка.

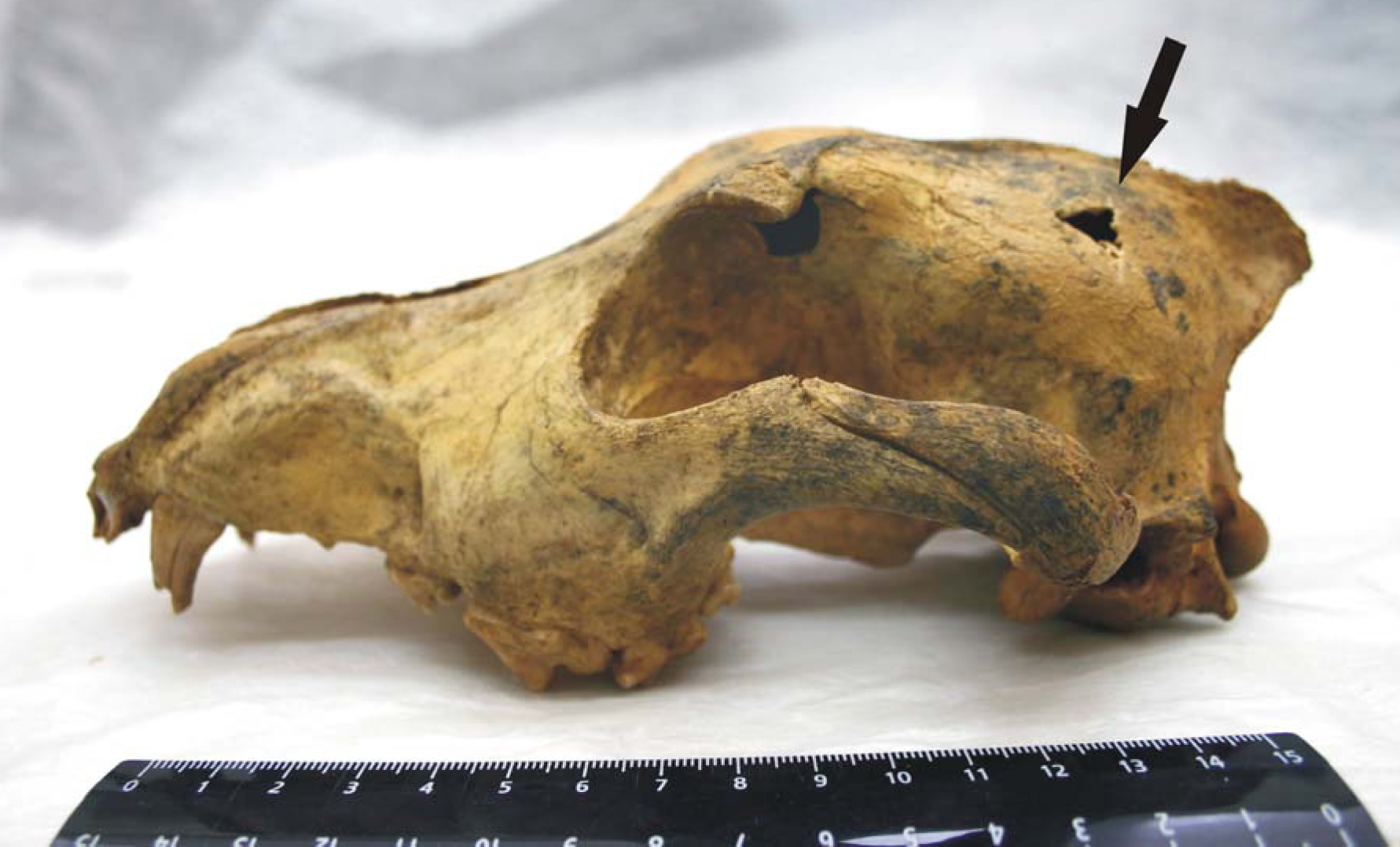
Череп одомашненной собаки из пещеры Разбойничья

Собака стала первым домашним животным. Её одомашнили ещё в верхнем палеолите — причём в начале его (о чём свидетельствуют опубликованные в 2008—2013 гг. результаты анализа ДНК ископаемых остатков из пещеры Гойе в Бельгии, возраст которых составил 31,7 тыс. лет, и из пещеры Разбойничья на Алтае, у которых возраст оценивается в 33 тыс. лет). Первоначально она служила сторожевым животным, но скоро стала использоваться и на охоте. К настоящему времени число пород собак, выведенных человеком с самыми различными целями, превысило 350; при этом Международная кинологическая федерация (FCI) признаёт 343 из них.
Кошка была одомашнена значительно позднее. Обычно считают, что это сделали носители неолитической культуры Бадари (Верхний Египет, V тысячелетие до н. э.), использовавшие кошек для защиты собранных ими урожаев ячменя и пшеницы от грызунов. Статус относящихся к более раннему времени находок (Кипр, Палестина) остаётся спорным; нередко эти находки трактуют лишь как свидетельства ранних попыток одомашнивания. Международной ассоциацией кошек (TICA) в 2017 году была признана 71 порода кошек.
Наконец, в середине I тысячелетия до н. э., около 2500 лет назад, в Средиземноморье появилась одомашненная форма лесного хорька — фретка. Фретки, как правило, крупнее дикого лесного хорька и имеют более спокойный нрав. Среди фреток не принято выделять отдельные породы; их подразделяют по базовому окрасу (по данным Американской ассоциации фреток, AFA, таких базовых окрасов восемь) и по характерному распределению полос и пятен на шерсти животного, отличных по своему оттенку от преобладающего цвета.

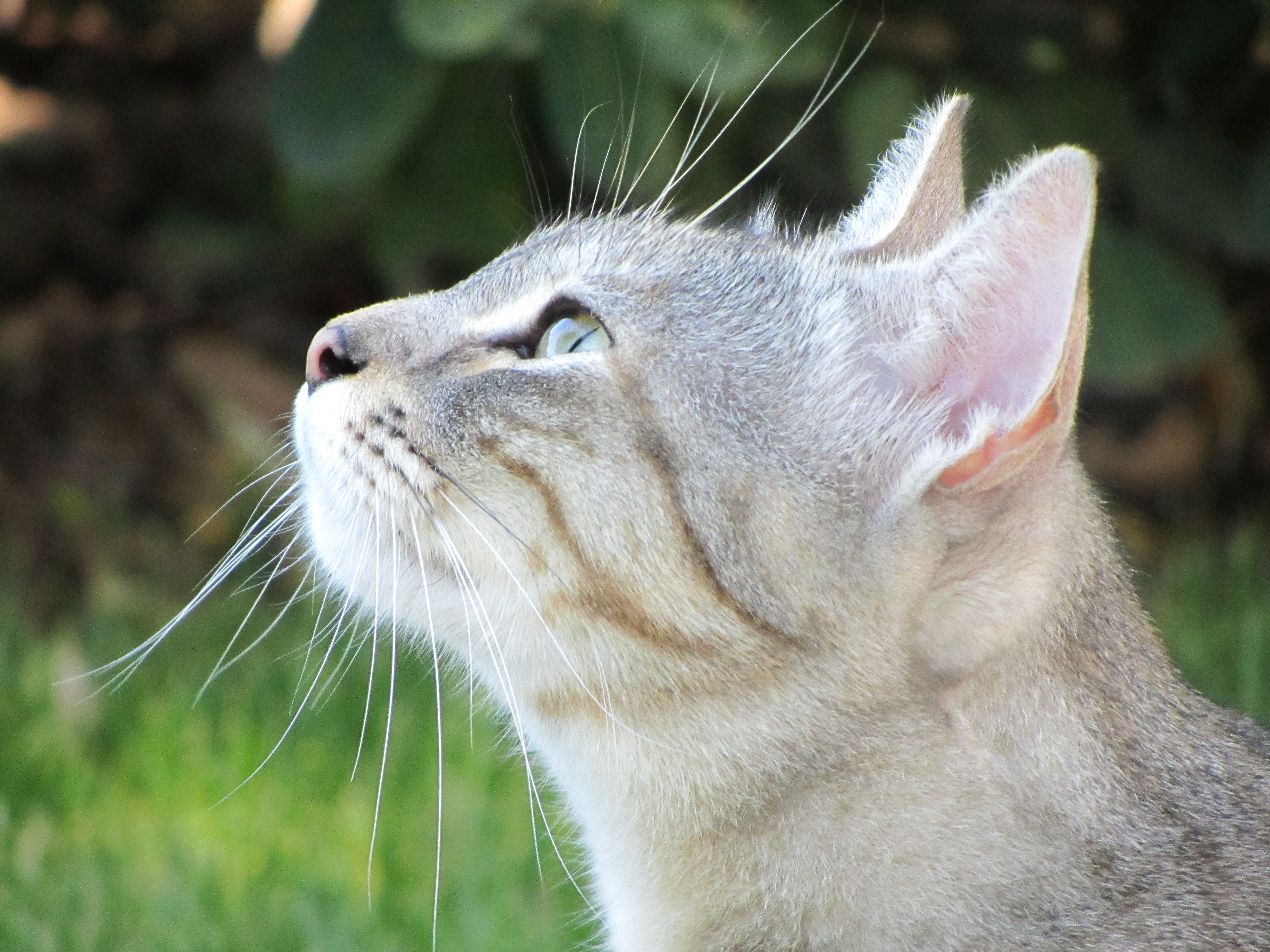
Домашняя кошка

В 1959 году Д. К. Беляевым, директором Института цитологии и генетики, был начат многолетний эксперимент по одомашниванию серебристо-чёрных лисиц. В процессе эксперимента отбирались для размножения только особи, наиболее доброжелательно относящиеся к человеку. Результатом стало создание популяции одомашненных серебристо-чёрных лисиц, у которых присутствуют отличия от их диких предков в физиологии, морфологии и поведении. У некоторых представителей популяции доместицированных лисиц проявляются признаки, отсутствовавшие у исходной популяции: загнутый хвост, изменение окраски шерсти (появление белой пятнистости), изменение пропорций черепа, у некоторых щенков в раннем возрасте заметны повислые уши. Произошло изменение сезонности размножения. Наблюдаются изменения в различных системах, в том числе нейроэндокринной. Ухудшилось качество меха. Данный проект является моделью микроэволюционного процесса и ведётся в исследовательских целях.